# 夢浮橋
| 源氏物語五十四帖 |        |    |        |
| 各帖のあらすじ   |        |    |        |
| 帖               | 名     | 帖 | 名     |
| 1                | 桐壺   | 28 | 野分   |
| 2                | 帚木   | 29 | 行幸   |
| 3                | 空蝉   | 30 | 藤袴   |
| 4                | 夕顔   | 31 | 真木柱 |
| 5                | 若紫   | 32 | 梅枝   |
| 6                | 末摘花 | 33 | 藤裏葉 |
| 7                | 紅葉賀 | 34 | 若菜   |
| 8                | 花宴   | 35 | 柏木   |
| 9                | 葵     | 36 | 横笛   |
| 10               | 賢木   | 37 | 鈴虫   |
| 11               | 花散里 | 38 | 夕霧   |
| 12               | 須磨   | 39 | 御法   |
| 13               | 明石   | 40 | 幻     |
| 14               | 澪標   | 41 | 雲隠   |
| 15               | 蓬生   | 42 | 匂宮   |
| 16               | 関屋   | 43 | 紅梅   |
| 17               | 絵合   | 44 | 竹河   |
| 18               | 松風   | 45 | 橋姫   |
| 19               | 薄雲   | 46 | 椎本   |
| 20               | 朝顔   | 47 | 総角   |
| 21               | 少女   | 48 | 早蕨   |
| 22               | 玉鬘   | 49 | 宿木   |
| 23               | 初音   | 50 | 東屋   |
| 24               | 胡蝶   | 51 | 浮舟   |
| 25               | 蛍     | 52 | 蜻蛉   |
| 26               | 常夏   | 53 | 手習   |
| 27               | 篝火   | 54 | 夢浮橋 |

「夢浮橋」（ゆめのうきはし）は、『源氏物語』五十四帖の第54帖（最後の巻）。第三部の一部「宇治十帖」の最後(第10帖)。

## 巻名について
『源氏物語』の多くの巻名が本文中にある言葉（特に歌の中にある言葉）から取られているが、この「夢浮橋」という言葉は本文中に見られない。藤原定家の古注釈『源氏物語奥入』では、出典未詳の古歌「世の中は夢の渡りの浮橋かうち渡りつつものをこそ想へ」に関連するとしている。なお、本帖は「法の師」（のりのし）という異名で呼ばれることがあるが、この「法の師」という巻名は本帖中の薫の歌「法の師と尋ぬる道をしるべにて思はぬ山に踏み惑ふかな」によっている。

## あらすじ
薫28歳の夏の話。
薫は比叡山の奥・横川（よかわ）を訪ね、小野で出家した女について僧都に詳しく尋ねた。「その女は浮舟に違いない」と確信した薫は夢のような気がして涙を落とした。その様子を見て、僧都は浮舟を出家させたことを後悔した。薫は僧都に浮舟のいる小野への案内を頼むが僧都は「今は難しいが来月なら御案内しましょう」と述べる。薫は浮舟への口添え文を僧都に懇願して書いてもらう。
その夜、横川から下山する薫一行の松明の火が、浮舟がいる小野の庵からも見えた。 妹尼たちが薫の噂をする中、浮舟は薫との思い出を払うように念仏を唱える。
翌日、薫の使者として浮舟の異父弟・小君が小野を訪れた。朝早くに僧都から前日の事情を知らせる文が届いており、妹尼たちが浮舟の素性に驚いていたところだった。小君が持参した僧都の文には、薫との復縁と還俗の勧めをほのめかしてあった。簾越しに異父弟の姿を見た浮舟は動揺するが、結局は心を崩さず、妹尼のとりなしにも応ぜず、小君との対面も拒み、薫の文にも「（宛先が）人違いだったらいけない」と言って受け取ろうとしなかった。むなしく帰京した小君から「対面できず、お返事も頂けなかった」と聞いた薫は（自分が浮舟を宇治に隠していたように）「他の誰かが浮舟を小野に隠しているのではないか」と思うのだった。

## 最終巻としての夢浮橋
例外はあるにせよ、『源氏物語』の多くの巻がストーリー上のそれなりの区切りと見られるところで終わっているのに対して、この巻は『源氏物語』の最終巻の終わり、つまり全体の終わりであるにもかかわらず、特にストーリー上の区切りでも何でもないところでいきなり終わっているように見えるので「終わることなく終わりを告げる」などと評されており、作者が構想通りここで完結するように書き進めてきて予定通り完結させたのか、それとももっと先まで書き進める構想をしていたが何らかの事情でここで中断してしまったのか、議論になることがある。また、これに関連して、この巻が「とぞ本にはべめる」（と本に書いてある）という独特の終わり方をしている点も注目されることがある。
現代人から見てこのような終わり方が不自然に思えたとしても、それが必ずしもこの物語が作られた時代においても不自然であったとはいえないものの、鎌倉時代から室町時代にかけて「山路の露」や「雲隠六帖」といった本帖の続編がいくつか書かれたことは、当時の人々がこのような終わり方を不満足に感じたかも知れないから、といわれている。
大団円のような明確な終わり方（「閉ざされた終結」）ではなく、この後にどのようなことが起こるのかを明確には示さず、読者の想像にゆだねる形の終わり方を「開けたままの終結」と呼び、「夢浮橋」の終わり方は作者が明確に意図して描いた「開けたままの終結」とする見解もある。